# ブリーチーズ
ブリーチーズ（英語: Brie cheese）とは白かびチーズの一種である。カタカナ表記ではブリと書く場合もある。白カビはカマンベールと同様Penicillium camembertiである。
フランスのブリー地方で1000年以上前から作られているとされる。ブリーを最初に食し、絶賛したのは8世紀のシャルルマーニュであったといい、ルイユ・アン・ブリーの修道院を訪れた際にそこで食したとの言い伝えがある。
モー村（現在は都市）のブリー・ド・モーが有名。癖は少なく、しかも濃厚な味わいのブリーはフランス人を始め世界中に多くのファンを持つ定番チーズとされる。その他に同じイル=ド=フランス地域圏でセーヌ川上流にあるムランを産地とするブリー・ド・ムランがある。こちらはブリー・ド・モーよりも赤褐色を帯びており、前者とは異なる独特の濃い味わいがある。この2つはアペラシオン・ドリジーヌ・コントロレに指定されている。
カマンベールチーズは、ブリーの製法が1790年にカマンベール村のマリー・アレルに伝えられ生産が始まったとされる。
ルイ16世はフランス革命後に馬車で国外へ逃げる際（ヴァレンヌ事件）、捕らえられて連行された市長宅にて食べ物は何がほしいかと訊かれブリー・ド・モーを要求したという逸話がある。それどころか、亡命を図る馬車の中でもこのチーズを食べたいと言って馬車を止めてしまったほどである。またナポレオンへの対抗策として結集したはずのウィーン会議では「会議は踊る、されど進まず」と揶揄されたように政治会議は二の次で毎晩豪華な宴会が催された。その中で各国のチーズの王座を決める会議が発案され、ブリーが1位に選ばれたという。